# Борисевич, Николай Александрович
Никола́й Алекса́ндрович Борисе́вич (бел. Мікалай Аляксандравіч Барысевіч; 21 сентября 1923, Лучной Мост, Червенский уезд — 25 октября 2015, Минск) — советский и белорусский физик, государственный и общественный деятель. Академик АН СССР (1981; член-корреспондент с 1972), академик АН Белорусской ССР (1969; член-корреспондент с 1966), академик РАН (1991). Президент АН БССР (1969—1987), с 1992 — почётный президент. Доктор физико-математических наук (1965), профессор (1967). Герой Социалистического Труда (1978). Заслуженный деятель науки Республики Беларусь (1994).

## Биография
Родился в поселке Лучной Мост (ныне — Березинский район, Минская область) в крестьянской семье. Во время Великой Отечественной войны был подпольщиком, партизаном, затем служил в артиллерийских частях, с которыми дошёл до Берлина, был награждён рядом орденов и медалей. После окончания войны поступил в БГУ, который окончил в 1950 году. В 1953 году завершил обучение в аспирантуре ГОИ, в 1954 году защитил кандидатскую диссертацию. С момента основания Института физики имени Б. И. Степанова АН БССР в 1955 году работал заместителем директора по научной работе. В январе — мае 1969 года — вице-президент Академии наук БССР. С 14 мая 1969 года по 4 марта 1987 года — президент Академии наук БССР. Одновременно с 1957 являлся заведующим Лабораторией физики инфракрасных лучей, читал лекции в БГУ. С 1987 года также руководил Лабораторией фотоники молекул ФИАН.
С 1992 года — почётный президент НАН Беларуси. В 1969-1987 годах — главный редактор журнала «Доклады Академии наук БССР», с 1994 — главный редактор «Журнала прикладной спектроскопии». Депутат Совета Национальностей Верховного Совета СССР 8-11 созыва (1969—1989 гг.) от Белорусской ССР.
Под руководством Борисевича защищено более 40 кандидатских диссертаций, 11 его учеников — доктора наук, в том числе два академика НАН Беларуси. В числе его учеников — В. А. Толкачёв, А. П. Войтович, В. В. Грузинский.

## Научная деятельность
Научные работы посвящены вопросам молекулярной спектроскопии, люминесценции, квантовой электроники, инфракрасной техники. Им были экспериментально изучена и построена теория люминесценции многоатомных молекул в газовой фазе. В частности, была создана статистическая теория фотофизических процессов в сложных молекулах, учитывающая внутри- и межмолекулярные взаимодействия; благодаря введению новых параметров молекул и разработке методов их измерения удалось существенно повысить возможности спектроскопии; был открыт «эффект стабилизации-лабилизации электронно-возбужденных молекул посторонними газами», который как научное открытие занесён в Государственный реестр открытий СССР под № 186 с приоритетом от 1955 г. в следующей формулировке: «Установлено неизвестное ранее явление стабилизации-лабилизации электронно-возбужденных, многоатомных молекул, заключающееся в том, что в результате обмена электронно-возбуждённых многоатомных молекул колебательной энергией с другими молекулами происходит изменение безызлучательной дезактивации электронно-возбужденных молекул, приводящее к усилению флюоресценции при возбуждении молекул квантами частоты, большей частоты инверсии, или к ослаблению флюоресценции при возбуждении молекул квантами частоты, меньшей частоты инверсии.»
Борисевич получил универсальное соотношение между спектральными параметрами сложных молекул, разработал оптические методы измерения температуры молекул, обнаружил замедленную флуоресценцию при термическом возбуждении. В 1980 за создание нового научного направления (спектроскопия свободных сложных молекул) Н. А. Борисевичу, Б. С. Непоренту, В. В. Грузинскому и В. А. Толкачёву была присуждена Ленинская премия.
Исследования молекул в пара́х и сверхзвуковой струе при температуре в несколько кельвинов, проведённые Борисевичем, доказали существование поляризованной люминесценции сложных молекул, позволили разработать ряд поляризационных аналитических методов. Возбуждение молекул может осуществляться как оптическим образом (в стационарном и импульсном режимах), так и при помощи электронных пучков, в том числе с выделенным направлением распространения. За работы в этом направлении в 1998 Н. А. Борисевичу, В. А. Толкачёву, А. П. Блохину и В. А. Поведайло была присуждена Государственная премия Республики Беларусь.
Ряд работ Борисевича (совместно с учениками) посвящён изучению быстропротекающих процессов (на пико- и фемтосекундном уровне), связанных с фотофизикой и фотохимией сложных молекул. Это позволило изучать динамику структурных изменений многоатомных молекул, в том числе биологически важных, и свободных радикалов, создать методы анализа их строения.
Работы Борисевича позволили решить проблему спектральной фильтрации инфракрасного излучения, создать новые дисперсионные фильтры для диапазона длин волн 4-100 мкм, внедрить их в серийное производство. Деятельность в этом направлении была удостоена Государственной премии СССР в 1973, которую Борисевич разделил со своим учеником В. Г. Верещагиным.
В области физики лазеров Борисевич провёл пионерские работы, указав на возможность генерации растворами сложных органических молекул (ещё до её фактической реализации) и отметив возможность перестраивать частоту излучения такой системы. В лаборатории Борисевича была реализована генерация света пара́ми сложных молекул, создан новый тип лазера с перестраиваемой частотой, который управлялся при помощи открытого ранее эффекта стабилизации-лабилизации электронно-возбужденных молекул. С помощью этого лазера были получены нано- и пикосекундные импульсы излучения, которые могут быть использованы для изучения свойств сложных молекул и их взаимодействия с окружением, проведён ряд исследований по внутрирезонаторной спектроскопии многоатомных молекул.

## Награды, премии, почётные звания
- Орден Красной Звезды (1944, 1945)
- Орден Отечественной войны I степени (1945)
- Орден Трудового Красного Знамени (1967)
- Орден Ленина (1971, 1975, 1978, 1983)
- Орден Октябрьской Революции (1973)
- Медаль Николая Коперника Польской АН (1973)
- Государственная премия СССР (1973)
- Иностранный член Чехословацкой АН (1977)
- Герой Социалистического Труда (1978)
- Ленинская премия (1980)
- Иностранный член Словенской академии наук и искусств (1981)
- Золотая медаль «За заслуги перед наукой и человечеством» Чехословацкой АН (1983)
- Золотая медаль Словацкой АН «За исключительные заслуги перед наукой» (1983)
- Почётный доктор естественных наук Йенского университета имени Ф. Шиллера (1983)
- Орден Отечественной войны II степени (1985)
- Действительный член Европейской академии наук, искусств и словесности (1991)
- Заслуженный деятель науки Республики Беларусь (13 апреля 1994 года) — за большой вклад в развитие белорусской науки, подготовку научных кадров[6]
- Государственная премия Республики Беларусь (28 декабря 1998 года) — за цикл работ «Динамика вращательного движения электронно-возбуждённых многоатомных молекул в газовой фазе»[7]
- Орден Дружбы (4 марта 2000 года, Россия) — за большой вклад в развитие науки, укрепление дружественных отношений и сотрудничества между государствами[8]
- Премия НАН Беларуси и Сибирского отделения РАН имени академика В. А. Коптюга (2001)
- Орден Франциска Скорины (23 сентября 2003 года) — за активную научно-организационную и общественную деятельность[9]

## Память
- Памятная доска на здании Президиума Национальной академии наук Беларуси.
- Имя Николая Борисевича присвоено улице в Минске[10][11] — («улица Никола́я Борисе́вича»)

## Публикации
Борисевич является автором около 270 научных работ, в том числе:
- Борисевич Н.А. Возбужденные состояния сложных молекул в газовой фазе . — Минск: Наука и техника, 1967.
- Борисевич Н.А., Верещагин В.Г., Валидов М.А. Инфракрасные фильтры. — Минск: Наука и техника, 1971.
- Борисевич Н.А., Толкачёв В.А. Генерация излучения сложными молекулами в газовой фазе // УФН. — 1982. — Т. 138, №  12. — С. 545–572. — doi:10.3367/UFNr.0138.198212a.0545.
- Борисевич Н.А. Lasing of Vapours of Complex Organic Compounds // Optica Acta. — 1985. — Vol. 32, №  9-10. — P. 1071-1087. — doi:10.1080/713821845.